# Cricotopus cylindraceus
Cricotopus cylindraceus är en insektsart som först beskrevs av Jean-Jacques Kieffer 1908. Cricotopus cylindraceus ingår i släktet Cricotopus, och familjen fjädermyggor.
Artens utbredningsområde är Northwest Territories, Kanada. Arten är reproducerande i Sverige. Inga underarter finns listade i Catalogue of Life.